# Адміністративний поділ Туркменістану

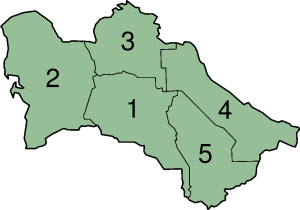
Області (велаяти) Туркменістану

Туркменістан поділений на 5 велаятів (областей) та один столичний округ. Кожен велаят поділяється на етрапи (райони).
| Велаят (область)   | ISO 3166-2 | Центр       | Площа      | Населення (2001 р.) | Ключ |
| ------------------ | ---------- | ----------- | ---------- | ------------------- | ---- |
| місто Ашгабат      | TM-S       | Ашгабат     | 260 км²    | 730,000             |      |
| Ахальський велаят  | TM-A       | Анау        | 97260 км²  | 785,800             | 1    |
| Балканський велаят | TM-B       | Балканабат  | 139300 км² | 479,500             | 2    |
| Дашогузький велаят | TM-D       | Дашогуз     | 73400 км²  | 1,196,700           | 3    |
| Лебапський велаят  | TM-L       | Туркменабат | 93700 км²  | 1,160,300           | 4    |
| Марийський велаят  | TM-M       | Мари        | 87200 км²  | 1,287,700           | 5    |

## Радянський період
До 1919 року, територія сучасного Туркменістану входила до складу Закаспійської області Російської імперії та частково до Бухарського ханства, яке було васалом Росії. В 1919 році радянською владою було створено Туркестанську Радянську Федеративну Республіку (столиця — Ташкент), куди увійшла більша частина сучасного Туркменістану, який був виділений в окрему адміністративну одиницю у 1921 році. У 1924 році сусідня Бухарська Народна Радянська Республіка була ліквідована, а її західні регіони, населені переважно туркменами, об'єднані з Туркменською областю і утворена Туркменська Радянська Соціалістична Республіка.
Туркменська РСР спочатку поділялась на округи: Керкинський, Ленінський (пізніше — Чарджуйський), Мервський, Полторацький (пізніше — Ашхабадський) і Ташаузький. В 1939 році республіку поділено на області:
- Ашхабадська область
- Красноводська область
- Марийська область
- Ташаузька область
- Чарджоуська область

В 1943 була створена Керкинська область, яка проіснувала до 1947 року. Тоді ж була ліквідована Красноводська область.
В 1952 Красноводська область була відновлена, але 1955 знову ліквідована.
В 1959 ліквідована Ашхабадська область.
В 1963 ліквідовуються Марийська, Ташаузька та Чарджоуська області, але в 1970 вони знову відновлюються.
В 1973 відновлюється Ашхабадська та Красноводська області.
В 1988 Ашхабадська та Красноводська області знову ліквідовуються.
В 1991 на території колишньої Красноводської області створюється Балканська область із центром в Небіт-Дазі.

## Період незалежності
В 1992 на території колишньої Ашхабадської області створюється Ахальский велаят з центром спочатку в Ашгабаті, потім — в Аннау, а після здійснення проєкту «Рухабад» — в Рухабаді[джерело?]. Балканська та Марийська області перейменовуються, відповідно, на Балканський і Марийський велаят. Ташаузька область стає Дашогузьким велаятом, Чарджоуська — Лебапським. Місто Ашгабат перетворюється в окрему адміністративну одиницю, яка не входить в жоден велаят.